# أثارية بشرية

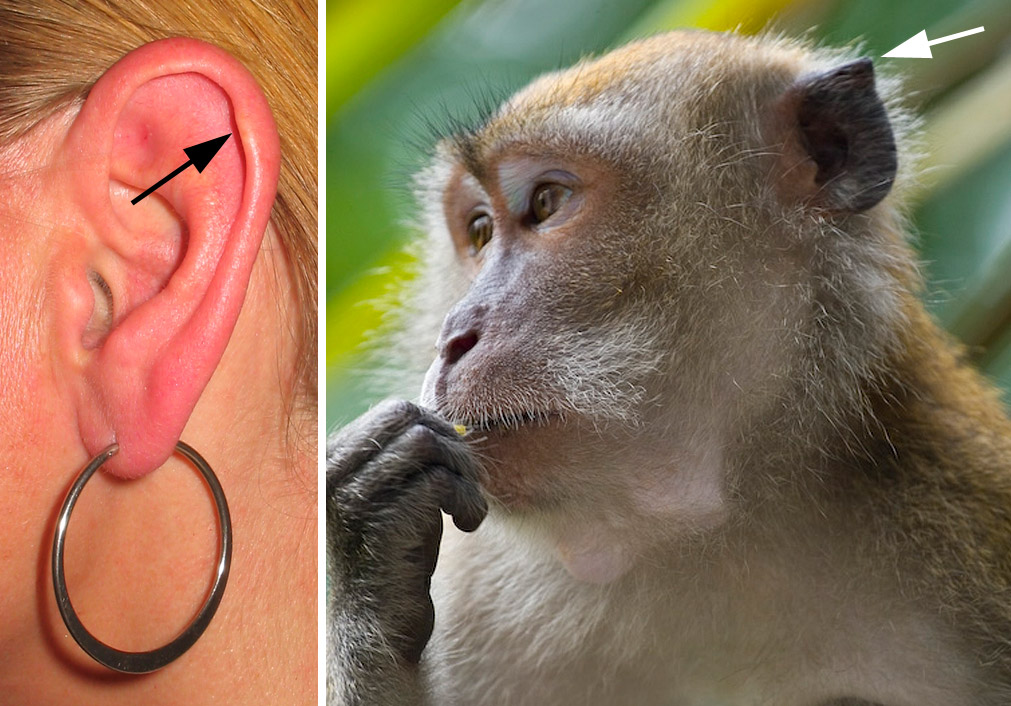

في سياق التطور البشري، تتضمن الأثارية البشرية (أي الأعضاء اللاوظيفية) صفات (مثل الأعضاء أو السلوكيات) تحدث عند البشر الذين فقدوا كل أو معظم وظائفهم الأصلية خلال عملية التطور. ربما تبدو بعض الأعضاء، والتي تدعى بالأعضاء الأثارية، وكأنها فقدت وظيفتها بشكل شبه كامل، لكن البنية الأثارية قد تحتفظ بوظائف أقل أو تطور وظائف جديدة بسيطة. في بعض الحالات مثلاً، كان لبعض الأعضاء التي اعتُبرت سابقاً آثارية وظيفة جديدة غير معروفة.
هناك الكثير والكثير من الأمثلة عن الأعضاء الأثارية للإنسان، بما في ذلك الأعضاء التشريحية (مثل العصعص وضرس العقل وثنية المتلحمة الهلالية) والسلوكية (كالقشعريرة ومنعكس القبض) والجزيئية (الجينات الكاذبة). كما تُعتبر مجموعة من الخصائص البشرية أيضاً أثارية في الرئيسيات الأخرى والحيوانات ذات الصلة.

## تاريخ
سرد تشارلز داروين عدداً من السمات اللاوظيفية البشرية المفترضة، والتي أطلق عليها مصطلح بدائية، في The Descent of Man عام 1980. وشملت هذه السمات عضلات الأذن وضرس العقل والزائدة الدودية والعصعص وشعر الجسم وغشاء راف في ثنية الملتحمة الهلالية. وعلق داروين أيضاً على الطبيعة المتفرقة للعديد من السمات الأثارية، وخاصة العضلات. كما سلّط الضوء على عدد من العضلات المتفرقة التي صنفها على أنها بقايا أثارية للسّبلة العضلية وخاصة العضلة القصية، مشيراً بذلك إلى عمل عالم التشريح ويليام تيرنر.
نشر روبرت فيدرسهايم عام 1893 كتاب “بنية الإنسان”، وهو كتاب عن علم التشريح البشري وأهميته في تاريخ الإنسان التطوري. احتوى هذا الكتاب على قائمة تضم 86 عضواً بشرياً اعتبرها العالم أعضاء أثارية، أو كما أوضح فيدرسهايم بنفسه: “أصبحت الأعضاء عاطلة عن العمل كلياً أو جزئياً، يظهر بعضها في الجنين، ويظهر بعضها الآخر على مر الحياة باستمرار أو بشكل غير ثابت. ويمكن وصف هذه الأعضاء بالأثارية”. تضمنت قائمة الأعضاء الأثارية تلك العديد من الأمثلة الموجودة على هذه الصفحة، بالإضافة إلى أمثلة أخرى اعتقد عن طريق الخطأ سابقاً أنها لا وظيفية، كالغدة الصنوبرية والغدة الزعترية والغدة النخامية. تبين فيما بعد أن بعض هذه الأعضاء التي فقدت وظائفها الأصلية قد احتفظت بالمقابل بوظائف لم يتم التعرف عليها قبل اكتشاف الهرمونات، أو قبل اكتشاف وظائف وأنسجة الجهاز المناعي. ومن الأمثلة على ذلك:
1. دور الغدة الصنوبرية في تنظيم النظام اليوماوي (أو التواتر اليومي). لم يُعرف وقتها وظيفة الغدة الصنوبرية، ولمّا يُكتشف وجود الميلاتونين.
2. لم يُكتشف دور الغدة الزعترية في الجهاز المناعي إلا بعد عقود طويلة، وبقيت عضواً غامضاً حتى منتصف القرن العشرين.
3. كانت الغدة النخامية والوطاء، بالإضافة إلى الهرمونات العديدة والمتنوعة التي يفرزانها، أمراً غامضاً. ناهيك عن العلاقة المعقدة المتبادلة بينهما.

من الناحية التاريخية، كان هناك اتجاه سائدٌ اعتبرت فيه الزائدة الدودية عضواً لا وظيفياً لا فائدة منه، بل اعتبرها البعض مضرّة بالمعنى التشريحي وسبباً في حدوث الالتهابات الخطيرة. في وقت متأخر من منتصف القرن العشرين، اعترفت عدة مؤسسات رفيعة بأن وظيفة الزائدة الدودية غير معروفة، وكانت تلك وجهة نظر مدعومة، أو ربما مستوحاة، من مؤلفات داروين نفسه في طبعة عام 1874 من كتابه “نشوء الإنسان والانتقاء الجنسي”. جعل هذا الاعتقاد الزائدة الدودية سبباً وراء العديد من الأمراض التي لا علاقة للزائدة بها. فعلى سبيل المثال، في عام 1916، ادعى أحد الجراحين أن إزالة الزائدة الدودية يشفى حالات الألم العصبي ثلاثي التوائم وآلام الأعصاب الأخرى في الرأس والوجه، لكنه ذكر في المقابل أن الأدلة التي تشير إلى تسبب الزائدة الدودية بهذه الآلام غير قاطعة.
أدى اكتشاف الهرمونات والمبادئ الهرمونية، ولا سيما من قبل بايليس وستارلينغ، إلى دحض هذه الآراء. ولكن في أوائل القرن العشرين، بقي قدرٌ كبير من الأبحاث الأساسية مطلوباً لتحديد وظائف أجزاء كبيرة من الجهاز الهضمي. ففي عام 1916، أكد أحد المؤلفين أن اعتبار القولون عضواً لا وظيفياً هو فكرة خاطئة، حيث أورد التالي: “... الاضمحلال النهائي للزائدة الدودية هو أمرٌ منظم ولا يرتبط بالضرورة بالالتهابات المتكررة التي نشهدها في الإنسان ...”.
هناك تاريخ طويل من الشك حول هذه الآراء الرفضية. في نحو عام 1920 مثلاً، قام الجراح البارز كينيلم هتشينسون ديبي بتوثيق الملاحظات السابقة، والتي تعود إلى أكثر من ثلاثين عاماً، والتي تشير إلى إمكانية امتلاك الأنسجة اللمفاوية، كاللوزتين والزائدة، وظائف مناعية كبيرة.

## تشريحياً

### الزائدة الدودية
إن الزائدة الدودية لدى الإنسان الحديث هي عبارة عن بقايا العضو الزائد الذي كان له وظائف هضمية لدى أسلافنا القدامى، كما هو الحال في الأنواع الباقية حيث يحلل النَبيت المعوي السليلوز ومواد نباتية أخرى غير قابلة للهضم. وتملك بعض الحيوانات العاشبة، مثل الأرانب، زائدة دودية جانبية وأعوراً يحمل بقعاً من الأنسجة لها وظائف مناعية ربما تكون مهمة في الحفاظ على تكوين النبيت المعوي. ومع ذلك لا يبدو أنها تملك وظائف هضمية مهمة، وهي غير موجودة في جميع الحيوانات العاشبة، حتى تلك التي تحتوي على زوائد معوية.
وكما هو موضح في الصور المرفقة، فالزائدة الدودية عند البشر عادة ما تكون بحجم زائدة الأرنب، على الرغم من تقلص حجم الأعور إلى نتوء واحد يفضي باللفائفي في القولون [6]. قد تملك بعض الحيوانات آكلة اللحوم زائدة دودية، لكنها نادراً ما تحتوي على أكثر من زوائد معوية لا وظيفية. وإن أخذنا بعين الاعتبار إمكانية تطوير الأعضاء الأثارية لوظائف جديدة، تشير بعض الأبحاث إلى قيام الزائدة الدودية بحماية الإنسان من فقدان البكتيريا التعايشية التي تساعدنا في عملية الهضم. ربما لن نستطيع اعتبارها وظيفة جديدة، خصيصاً مع وجود زوائد دودية في العديد من الحيوانات العاشبة.
قد تدعم المجموعات البكتيرية المعوية المتأصلة في الزائدة الدودية التوطين السريع لنبيت الأمعاء الغليظة بعد الإصابة بمرض أو تسمم ما، أو بعد استنفاد العلاج بالمضادات الحيوية أو حدوث تغييرات ضارة على المجموعات البكتيرية في القولون. ومع ذلك، دحضت دراسة في عام 2013 فكرة وجود علاقة عكسية بين حجم الأعور وحجم الزائدة الدودية ووجودها. فهي موجودة على نطاق واسع لدى فوق الرئيسيات (رتبة عليا من الثدييات تشمل القوارض والقرود)، كما تطورت بشكل مستقل لدى ثنائيات الأسنان الأمامية والشقبانيات والكظاميات. كما يتنوع حجمها وشكلها بشدة مما يوحي أنها ليست عضواً لا وظيفياً. استنتج الباحثون امتلاك الزائدة الدودية القدرة على حماية البكتيريا الجيدة في الأمعاء. وبهذه الطريقة، عندما تتأثر الأمعاء بنوبة من الإسهال أو مرض آخر ينظف ما بداخلها تماماً، يمكن للبكتيريا الجيدة في الزائدة الدودية التكاثر من جديد في الجهاز الهضمي والحفاظ على صحة الشخص.

### ضرس العقل
وهي الأرحاء الثالثة اللاوظيفية، استخدمها أسلاف الإنسان كي تساعدهم في طحن الأنسجة النباتية. والافتراض الشائع هو امتلاك جماجم أسلاف البشر فكوكاً أكبر وعدداً أكثر من الأسنان، والتي ربما كانت تستخدم للمساعدة في مضغ أوراق الشجر للتعويض عن عدم قدرتهم على هضم السليلوز بكفاءة. حيث يشكل السيللوز جدار الخلية النباتية. ومع تغير النظم الغذائية البشرية، لا بد أن الانتقاء الطبيعي قد فضّل الفكوك الأصغر. لكن الأرحاء الثالثة، أو “أضراس العقل” كما تُسمى، لا تزال تتطور عادة في أفواه البشر. في الوقت الحالي، أصبحت أضراس العقل عديمة الفائدة، بل ضارة وتتطلب إجراء عمليات جراحية لإزالتها.
يتراوح عد تخلّق (أو الفشل في تطوير) ضرس العقل بين السكان من الصفر عند سكان تاسمانيا الأصليين إلى نحو 100% عند سكان المكسيك الأصليين. يرتبط الاختلاف بجين PAX9 (وربما جينات أخرى).